# Flucht aus der Zeit

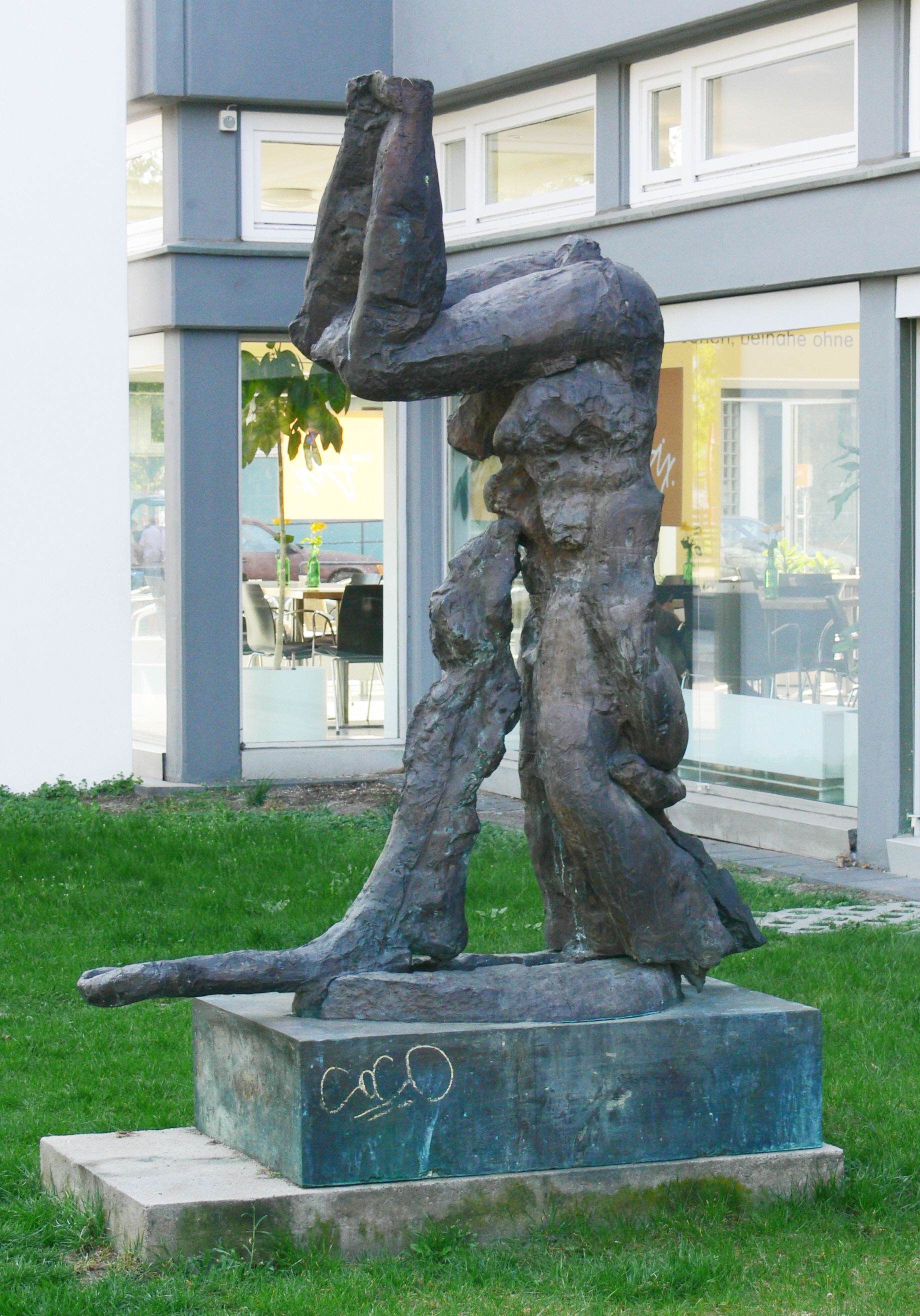
Skulptur Flucht aus der Zeit von Rolf Szymanski in Berlin-Kreuzberg

Die Skulptur Flucht aus der Zeit ist ein Werk des deutschen Bildhauers Rolf Szymanski mit Verweis auf die gleichnamige Schrift des Dadaisten Hugo Ball Die Flucht aus der Zeit (1927). Sie steht in der Alten Jakobstraße im Berliner Ortsteil Kreuzberg vor dem Café Dix, welches zur Berlinischen Galerie gehört. Sie ist ein Teil einer elfteiligen Ausstellung mit dem Titel Kunst – Stadt – Raum der Berlinischen Galerie, die im öffentlichen Raum zu sehen ist.

## Aufbau
Das Werk besteht aus einer Skulptur mit den Abmessungen 200 × 154 × 73 cm und ist aus Bronze gefertigt. Sie entstand in den Jahren 1992 bis 2004 und wurde im Jahr 2004 als Schenkung der Piepenbrock Unternehmensgruppe in der Alten Jakobstraße aufgestellt.

## Symbolik
Szymanski greift auch in dieser Skulptur, wie bei der Wasserträgerin auf die Vergangenheit zurück. Die lange Entstehungsgeschichte des Werkes zeigt, dass der Künstler dabei ständig sein eigenes Handeln der Vergangenheit kritisch hinterfragt hat: „Aus der Zeit zu fliehen, heißt nicht, vor der Zeit zu fliehen.“ Der Mensch wird aufgefordert, aus der Vergangenheit Energie für die Zukunft zu schöpfen, um diese Zukunft aktiv zu gestalten. Die Idee für dieses Werk erhielt der Künstler durch eine 2000 Jahre alte Sandale, die er im Jerusalemer Museum gesehen hat. Betrachtet man den Fuß der Skulptur, so kann man dort eine Sandalenschleife erkennen.
Die Skulptur reiht sich damit in eine ganze Reihe, ähnlich gestalteter Werke wie Black Sun Press ein. Von Szymanski wird berichtet, dass er die Utopie habe, „mit einem Klumpen Material jenes Stück zu finden, das Leben aufwiegt“.

## Umfeld der Ausstellung
Da die Berlinische Galerie aus Platzmangel keinen eigenen Skulpturengarten unterhalten kann, kam die Idee auf, das Umfeld der Galerie zum öffentlichen Kunstraum umzugestalten. Damit sollen Spaziergänger, die hier in der Südlichen Friedrichstadt auf der Suche nach Museen wie dem Jüdischen Museum sind, signalisiert werden: „Hier bin ich bestimmt richtig.“